# Ángel Bossio
Ángel Bossio (Banfield, 1905. május 5. – Banfield, 1978. augusztus 31.), olimpiai és világbajnoki ezüstérmes argentin válogatott labdarúgókapus.
Az argentin válogatott tagjaként részt vett az 1930-as világbajnokságon, az 1928. évi nyári olimpiai játékokon illetve az 1927-es és az 1929-es Dél-amerikai bajnokságon.

## Sikerei, díjai
Argentína
- Világbajnoki döntős (1): 1930
- Dél-amerikai bajnok (2): 1927, 1929
- Olimpiai ezüstérmes (1): 1928

## Külső hivatkozások
- Argentin keretek a Copa Américan rsssf.com
- Ángel Bossio a FIFA.com honlapján Archiválva 2015. február 6-i dátummal a Wayback Machine-ben